# Paul Koulibaly
Paul Koulibaly (Uagadugú, Burkina Faso, 24 de marzo de 1986) es un exfutbolista de Burkina Faso que jugaba en las posiciones de defensa central y lateral izquierdo. Es hermano gemelo del también futbolista Pierre Koulibaly.

## Carrera

### Club
| Periodo   | Club                       |
| --------- | -------------------------- |
| 2005-2008 | Etoile Filante Ouagadougou |
| 2008-2009 | Al-Nasr Benghazi           |
| 2009-2010 | Al-Ittihad Tripoli         |
| 2010–2011 | Asswehly SC                |
| 2012      | Olympic Charleroi          |
| 2012      | Dinamo București           |
| 2013-2014 | Al-Shorta SC               |
| 2014-2016 | Horoya AC                  |
| 2016-2018 | Etoile Filante Ouagadougou |
| 2017      | → ASEC Mimosas (cedido)    |

### Selección nacional
Jugó para Burkina Faso en 52 ocasiones de 2006 a 2015; participó en cuatro ediciones de la Copa Africana de Naciones, donde fue finalista en la edición de 2013.

## Logros
- Primera División de Burkina Faso: 2008
- Copa de Burkina Faso: 2006, 2008
- Supercopa de Rumania: 2012
- Liga Premier de Irak: 2012-13